# 小日向なつ
小日向 なつ（こひなた なつ）は日本の女性声優。主にアダルトゲームに声をあてている。

## 出演作品
太字は主役・メインキャラクター

### ゲーム

#### 2009年
- いたずら極悪（栗原 光）
- 今日のおかず お父様に内緒で限界まで拡げちゃいました 〜肛拡樓 参階
- このままじゃ、姉とSEXしてしまう!? -あれ、弟よ、いま中でださなかった?-（春日 ぼたん、春日 ゆり）
- ももいろガーディアン（瀬能 凪）

#### 2010年
- 天気姉（水無瀬 美雨）
- HOUND 獣欲の買収者
- ふぇちちち! 〜巨乳先生の誘惑授業〜（北野 月子）

#### 2011年
- ハッピー・ハーレム・スクリプト 〜こんなにHな女の子が実在するワケがない!〜（二ノ宮 透子）